# Louka (Blanskói járás)
Louka település Csehországban, a Blanskói járásban. Louka Prosetín, Rozsíčka, Rozseč nad Kunštátem, Tasovice, Křtěnov, Crhov és Hodonín településekkel határos. Lakosainak száma 61 fő (2024. január 1.).

## Népesség
A település lakosságának változását az alábbi diagram mutatja:
| Lakosok száma | 282  | 280  | 285  | 179  | 181  | 78   | 72   | 68   | 61   | 61   |
|               | 1869 | 1890 | 1921 | 1950 | 1980 | 2001 | 2017 | 2019 | 2022 | 2024 |